# Conostigmus
Conostigmus is een geslacht van vliesvleugelige insecten van de familie Megaspilidae.

## Soorten
- C. abdominalis (Boheman, 1832)
- C. aestivalis Kieffer, 1907
- C. alpinus Kieffer, 1907
- C. alutaceus (Thomson, 1859)
- C. apricans Kieffer, 1907
- C. apterus (Zetterstedt, 1840)
- C. apteryx Kieffer, 1909
- C. atelopterus Marshall, 1868
- C. basalis Kieffer, 1907
- C. bipartitus Kieffer, 1907
- C. bipunctatus Kieffer, 1907
- C. borealis (Thomson, 1859)
- C. brachypterus (Thomson, 1859)
- C. britannicus Kieffer, 1907
- C. calidus Kieffer, 1907
- C. canariensis Dessart & Cancemi, 1986
- C. carpentieri Kieffer, 1907
- C. claripennis Kieffer, 1907
- C. clavicornis Kieffer, 1907
- C. crassicornis (Boheman, 1832)
- C. cursitans (Nees von Esenbeck, 1834)
- C. curtipennis Kieffer, 1907
- C. cylindricus Kieffer, 1907
- C. depressus Dessart, 1979
- C. difformis Boheman, 1832
- C. dimidiatus (Thomson, 1859)
- C. dimorphus (Kieffer, 1905)
- C. doderoi Kieffer, 1907
- C. dolosus (Foerster, 1861)
- C. fanalensis Graham, 1984
- C. fasciatipennis Kieffer, 1907
- C. filicornis Kieffer, 1907
- C. flavipes (Zetterstedt, 1840)
- C. formiceti (Erichson, 1844)
- C. frontalis (Thomson, 1859)
- C. fuscipes (Nees von Esenbeck, 1834)
- C. gestroi Kieffer, 1907
- C. glabratus Hellen, 1966
- C. halteratus (Boheman, 1832)
- C. humilis Kieffer, 1907
- C. inconstans Kieffer, 1907
- C. innotatus Kieffer, 1907
- C. inquilinus (Erichson, 1844)
- C. intermedius (Thomson, 1859)
- C. lativentris (Thomson, 1859)
- C. levifrons Kieffer, 1907
- C. leviventris Kieffer, 1907
- C. linearis Hellen, 1966
- C. lucidus Kieffer, 1907
- C. manteroi Kieffer, 1907
- C. melanocephalus (Boheman, 1832)
- C. mistus (Foerster, 1861)

- C. montanus Kieffer, 1907
- C. monticola Kieffer, 1907
- C. montivagus Kieffer, 1907
- C. multicolor Kieffer, 1907
- C. mullensis (Cameron, 1881)
- C. niger Kieffer, 1907
- C. nigriventris Kieffer, 1907
- C. norvegicus (Thomson, 1859)
- C. nuchalis Dessart & Cancemi, 1987
- C. obscurus (Thomson, 1859)
- C. opacus (Thomson, 1859)
- C. picipes (Foerster, 1861)
- C. planifrons Kieffer, 1907
- C. polychromus Kieffer, 1907
- C. pubescens (Thomson, 1859)
- C. puncticeps (Thomson, 1859)
- C. pusillus (Ratzeburg, 1848)
- C. radiatus (Ratzeburg, 1848)
- C. rufescens Kieffer, 1907
- C. ruficollis Kieffer, 1907
- C. rufipes (Nees von Esenbeck, 1834)
- C. rugiceps (Thomson, 1859)
- C. rutilus Kieffer, 1907
- C. scutopunctatus Dessart, 1981
- C. signatus (Nees von Esenbeck, 1834)
- C. singularius Alekseev, 1983
- C. solarianus Kieffer, 1907
- C. solarii Kieffer, 1907
- C. speculiger Dessart, 1974
- C. spetsbergensis (Holmgren, 1869)
- C. squamiger Kieffer, 1907
- C. subapterus (Boheman, 1832)
- C. subclavicornis Kieffer, 1907
- C. subfilicornis Kieffer, 1907
- C. subinermis (Kieffer, 1907)
- C. subspinosus Kieffer, 1907
- C. sulcaticeps Kieffer, 1907
- C. temporalis Hellen, 1966
- C. tetanopterus Kieffer, 1907
- C. triangularis Thomson, 1859
- C. tristriatus Kieffer, 1907
- C. ventralis Kieffer, 1907
- C. versicolor Kieffer, 1907